# Буфтяський договір
Буфтяський договір — попередній мирний договір між Румунським королівством з одного боку та Центральними державами з іншого.
Після патової ситуації на румунському фронті після кампанії 1917 року, Жовтневого перевороту та подальшого одностороннього виходу Росії з Першої світової війни (див. Перемир'я між Росією і Центральними державами), Румунія не мала іншого вибору, окрім як укласти перемир'я з Центральними державами (див. Фокшанське перемир'я).
27 лютого 1918 року, під час зустрічі між Фердинандом I, королем Румунії, та Оттокаром Черніним, міністром закордонних справ Австро-Угорщини, на залізничній станції Рекачуні Центральні держави висунули ультиматум Румунії, погрожуючи денонсувати перемир'я та відновити військові дії через 48 годин. Тому король Фердинанд 2 березня 1918 року в Яссах (столиці Румунії в еміграції) скликав королівську нараду. Після довгих і важких дискусій, які тривали 3 дні, і незважаючи на рішучу опозицію королеви Марії та генерала Костянтина Презана, Коронна рада вирішила прийняти ультиматум і надіслати посланців до Буфті для переговорів про попередній мирний договір.
Буфтійський договір було укладено 5 березня 1918 року.

## Преамбула
У преамбулі договору висловлювалося бажання сторін, що підписали договір, припинити військові дії та продовжити перемир'я на 14 днів, починаючи з 5 березня 1918 р., протягом яких могли бути узгоджені положення остаточного договору.

## Умови
- Румунія поступається Добруджею аж до Дунаю на користь Центральних держав.[1][2]
- Центральні держави подбають про збереження комерційного шляху для Румунії через Констанцу до Чорного моря.[1][2]
- Виправлення кордонів, яких вимагає Австро-Угорщина вздовж австро-угорсько-румунського кордону, в принципі Румунією приймається.[1][2]
- Так само, в принципі, приймаються заходи економічного характеру, адекватні ситуації.[1][2]
- Уряд Румунії зобов'язується негайно демобілізувати щонайменше 8 дивізій румунської армії. Операція демобілізації буде проводитися спільно верховним командуванням групи армій Макензена і верховним командуванням румунської армії. Як тільки буде відновлено мир між Росією та Румунією, інші частини румунської армії також мають бути демобілізовані, оскільки вони не потрібні для підтримки порядку вздовж російсько-румунського кордону.[1][2]
- Румунські війська повинні негайно евакуюватися з окупованої ними території Австро-Угорської монархії.[1][2]
- Румунський уряд зобов'язується сприяти, наскільки це в його силах, у транспортуванні військ Центральних держав залізницею через Молдавію та Бессарабію до Одеси.[1][2]
- Румунія зобов'язується негайно звільнити офіцерів союзників, які ще перебувають на румунській службі. Центральні держави гарантують безпеку цих офіцерів.[1][2]
- Цей договір набуває чинності негайно.[1][2]

## Наслідки
За попереднім договором у Буфті відбулися переговори та підписання остаточного мирного договору між Королівством Румунія та Центральними державами, укладеного 7 травня 1918 року в Бухаресті.